# Frances A. Crane Wildlife Management Area
Frances A. Crane Wildlife Management Area (Crane WMA) ist ein Wildlife Management Area (WMA, Naturschutzgebiet) in Falmouth, Massachusetts. Das Schutzgebiet umfasst 1883 acre (7,6 km²) und wird vom State Department of Fish and Game verwaltet.

## Geographie
Das Schutzgebiet liegt in dem ebenen bis hügeligen Gelände von Cape Cod im Inland von Hatchville im Gemeindegebiet der Town of Falmouth im Südwesten von Cape Cod. Das Gebiet erstreckt sich südlich des Nathan Ellis Highway (Massachusetts Route 151) und steht in Verbindung mit der Coonamessett Reservation im Westen, dem Massachusetts Audubon Holly Wildlife Sanctuary und dem Mashpee National Wildlife Refuge im Osten. Das Land besteht größtenteils aus Weiden und Koniferen-Beständen auf sandigem, trockenen Grund.
Im Norden und Westen liegt die Joint Base Cape Cod mit einer Fläche von 89,03 km² (22.000 acre), wovon nur die Otis Air National Guard Base bebaut ist.

## Geschichte
Das Land gehörte ursprünglich der Familie von Charles Crane. Frances Cranes war dessen Tochter, die 1954 in einem Autounfall Falmouth ums Leben kam. Ihre Söhne veräußerten das Land 1958 an den Staat mit dem Ziel, ein Wildlife Management Area einzurichten um Umweltschutz zu fördern und ein abgeschlossenes Jagdrevier zu gestalten. Der Staat leistete Renaturierungsarbeiten, indem etwa 5.000 Bäume gepflanzt wurden und 30 acres mit einheimischem Wildgras an Stelle des ehemaligen Falmouth Airport begrünt wurden. Gebäude wurden abgerissen, und die einheimischen Wildtiere eroberten den Lebensraum zurück.

## Fauna und Flora
Der größte Teil des Waldlands ist mit Pech-Kiefern (Pinus rigida, pitch pines) und Busch-Eiche (Quercus ilicifolia, scrub oaks) bestanden. In den tieferliegenden Grasflächen wächst die seltene Nantucket-Felsenbirne (Amelanchier nantucketensis, Nantucket shadbush).
Fasane und Virginiawachteln (Colinus virginianus) werden jedes Jahr als Jagdwild ausgesetzt. Ansonsten leben im Schutzgebiet Weißwedelhirsch, Florida-Waldkaninchen (Sylvilagus floridanus, eastern cottontail), Grauhörnchen, Rotfuchs und Kojote, sowie Kragenhuhn (Bonasa umbellus, grouse) und andere.
Die kleineren Singvogelarten sind unter anderem Schwarzschnabelkuckuck (Coccyzus erythropthalmus, black-billed cuckoo), Weiden-Gelbkehlchen (Geothlypis trichas, common yellowthroat), Rötelgrundammer (Pipilo erythrophthalmus, Eastern towhee), Spatzen (Spizella pusilla, field sparrow), Indigofink (Passerina cyanea, indigo bunting), Rostscheitel-Waldsänger (Setophaga discolor, prairie warbler) und Sumpfschwalbe (Tachycineta bicolor, tree swallow).
Amerikanische Waldschnepfe (Scolopax minor, Woodcock), Dosenschildkröten und zahlreiche seltene Arten von Schmetterlingen  wurden ebenfalls nachgewiesen.

## Freizeitmöglichkeiten
Im Schutzgebiet gibt es ein ausgedehntes Wanderwege-System und es gibt Möglichkeiten zum Jagen, Reiten und MountainbikefahrenJährlich findet der Cape Cod Trail Race statt, ein Rennwettbewerb des Falmouth Track Club über einen 10-kilometer-Kurs.